# Mięsień podniebienno-językowy
Mięsień podniebienno-językowy (łac. musculus palatoglossus) – w anatomii człowieka jeden z mięśni podniebienia miękkiego, przebiegający w łuku podniebienno-językowym.
Zaczyna się na powierzchni dolnej rozcięgna podniebiennego, łącząc się z mięśniem przeciwnej strony i przeplatając z włóknami mięśnia dźwigacza podniebienia miękkiego. Biegnie łukowato w dół i do przodu, kończąc się na bocznym brzegu języka w przedłużeniu włókien mięśnia poprzecznego języka. Unerwiony jest przez gałąź gardłową nerwu błędnego.
Mięsień podniebienno-językowy zbliża do siebie łuki podniebienno-językowe, obniża podniebienie, unosi nasadę języka. Współpracuje z mięśniem poprzecznym języka w zamykaniu cieśni gardzieli.